# Sansom Ridge
Sansom Ridge ist ein 32,2 km langer, 19,3 km breiter und rund 348 m hoher Presseisrücken im ostantarktischen Mac-Robertson-Land. Er ragt östlich der Jetty-Halbinsel am Westrand des Amery-Schelfeises auf.
Das Antarctic Names Committee of Australia benannte ihn nach Julian R. Sansom, medizinischer Offizier einer 1968 auf dem Amery-Schelfeis tätigen Mannschaft der Australian National Antarctic Research Expeditions, die diesen Presseisrücken entdeckt hatte.